# Franz Schede
Franz Ludwig Schede (* 9. Juli 1882 in Magdeburg; † 11. Februar 1976 in Murnau am Staffelsee) war ein deutscher Orthopäde und orthopädischer Chirurg. Er war von 1923 bis 1945 Direktor der Orthopädischen Klinik des Universitätsklinikums Leipzig. Schede profilierte sich vor allem auf dem Gebiet der Fußorthopädie. Sein besonderer Einsatz galt der Schulgesundheitspflege sowie der „Krüppelfürsorge“.

## Leben
Franz Schede wurde am 9. Juli 1882 in Magdeburg als Sohn eines Arztes geboren, der Chirurg Max Schede war sein Onkel. Nach dem Abitur 1900 am Magdeburger König-Wilhelms-Gymnasium studierte er Medizin an den Universitäten München, Berlin, Heidelberg und Kiel. In den ersten Semestern befasste er sich auch mit Philosophie (bei Kuno Fischer), Literaturgeschichte (Erich Schmidt) und Psychologie (Georg Simmel). Er engagierte sich beim Nationalsozialen Verein Friedrich Naumanns. Beim studentischen Fechten zog er sich einen großen Schmiss an der linken Schläfe zu. In München legte er im Wintersemester 1904/05 das Staatsexamen ab und promovierte 1906 mit einer Schrift Über ein Miliartuberkel am Herzen zum Dr. med.
Er arbeitete als Prosektor am städtischen Krankenhaus rechts der Isar, am Anatomischen Institut in München und bildete sich anschließend an der Chirurgischen Klinik in Heidelberg bei Albert Narath sowie der Orthopädischen Klinik und Poliklinik in München bei Fritz Lange weiter. Ab 1912 leitete er als Oberarzt unter Lange die orthopädische Poliklinik. Schede heiratete 1915 eine bayerische Bauerntochter namens Josefa (Josy), die bereits einen Sohn hatte. Mit ihr hatte Schede drei Kinder, Anselm (* 1915), Marianne (Maja; * 1919) und Ludwig (* 1930).
Während des Ersten Weltkriegs diente er als Prothesen-Konstrukteur im Fürsorge-Reservelazarett München. Dort entwickelte er mit dem Orthopädiemechaniker Alfred Habermann das sogenannte Schede-Habermann’sche Kunstbein mit physiologischem Gleitgelenk. Zusammen mit Georg Hohmann rief Schede ein erstes Rehabilitationszentrum für Kriegsversehrte ins Leben. Er war Pionier der Erkenntnis, dass eine Entzündung bis zu ihrem Abklingen zunächst eine Ruhigstellung erfordert. Franz Schede habilitierte sich 1919 an der Universität München im Fach Orthopädie mit der Arbeit Theoretische Grundlagen für den Bau von Kunstbeinen, insbesondere für den Oberschenkelamputierten. Anschließend lehrte er in München bis 1923 als Privatdozent.
Anschließend wechselte Franz Schede an die Medizinische Fakultät der Universität Leipzig, an der er bis 1929 als Außerplanmäßiger Professor lehrte, ehe ihm der Lehrstuhl für Orthopädie übertragen wurde, den er bis 1945 bekleidete. Daneben war er ab 1923 als Nachfolger Theodor Köllikers Direktor der Orthopädischen Klinik des Universitätsklinikums Leipzig und zugleich Leiter des „Krüppelheims Humanitas“. Er ließ 1929 ein neues „Heim für gebrechliche Kinder“ und im Jahr darauf einen Neubau für die Orthopädischen Klinik errichten. Als Reaktion auf den Bewegungsmangel, den Schede für Haltungsschäden bei vielen Kindern und Jugendlichen verantwortlich machte, initiierte er 1932 die „Höhere Waldschule“, ein privates Reformgymnasium im Leipziger Stadtteil Dölitz, an der im Freien unterrichtet wurde. Durch den Einsatz von Rudolf Heß konnte die Waldschule trotz des Verbots von Privatschulen durch die Nationalsozialisten 1933 bis zum Beginn des Zweiten Weltkriegs weiterbestehen.
Schede trat 1938 der NSDAP bei, in seinen Memoiren rechtfertigte er sich: „Eine Weigerung hätte zur Folge gehabt, dass ich mein selbst geschaffenes Lebenswerk im Stich lassen musste.“ Im Zweiten Weltkrieg wurde die Orthopädische Klinik in ein Lazarett umgewandelt, in dem Schede als Kriegsarzt diente. Seinem Wunsch nach einem Frontkommando wurde aus Altersgründen nicht entsprochen. Schede wurde 1941 Direktor der sächsischen Staatsanstalt für Krankengymnastik, die von Dresden nach Leipzig verlegt wurde.
Im Zuge der Entnazifizierung entzog ihm die sowjetische Besatzungsmacht im Oktober 1945 die Befugnisse als Klinikdirektor und Hochschullehrer. Um die ärztliche Versorgung der Klinik und des „Krüppelheims“ aufrechtzuerhalten, wurde Schede als wissenschaftlicher Assistent notdienstverpflichtet. Der „Sonderausschuss des Antifaschistisch-Demokratischen Blockes Sachsen“ rehabilitierte Schede im April 1946 und kam zu dem Schluss, dass er nur der NSDAP beigetreten sei, „um drohendes Unheil unter einem nationalsozialistischen Nachfolger zu verhüten“. Er habe Zwangssterilisierungen verhindert, „Euthanasie“ abgelehnt, einen Ernsten Bibelforscher vor der Todesstrafe bewahrt und seinem „nichtarischen“ Oberarzt bis zu dessen Flucht in die USA beigestanden. Dies führte jedoch nicht zu seiner Wiedereinsetzung als Professor und Klinikdirektor, er blieb als Assistent angestellt, was er als Demütigung empfand. 
Nach der Scheidung von seiner ersten Frau heiratete Schede im Januar 1947 die Krankengymnastin Edeltraud (Traute) Kämpf. Anlässlich der Orthopädentagung im März 1947 in Pyrmont, zu der Schede reisen durfte, floh das Paar aus der Sowjetischen Besatzungszone. Er übernahm zunächst die Leitung der orthopädischen Abteilung an der Landeskrankenanstalt Pyrmont. Zuletzt war er von 1948 bis 1954 Chefarzt der orthopädischen Klinik Sanderbusch in Sande (Friesland) und zugleich „Landeskrüppelarzt“ von Oldenburg. Sein Sohn Anselm folgte ihm als Leiter der orthopädischen Klinik Sanderbusch. Schede zog nach Stenum und arbeitete für die Bremer Anstalten der Inneren Mission Friedehorst. Im Jahr 1958 wurde er an der Universität Göttingen emeritiert. Anschließend bezogen Franz und Traute Schede eine Wohnung im Schloss Eschenau bei Heilbronn.
Franz Schede war Mitglied mehrerer wissenschaftlicher Vereinigungen, unter anderem der Deutschen Akademie der Naturforscher Leopoldina. 1952 wurde er mit dem Bundesverdienstkreuz 1. Klasse ausgezeichnet. Die Medizinische Fakultät der Karl-Marx-Universität Leipzig verlieh ihm 1959 die Ehrendoktorwürde. Schede starb am 11. Februar 1976 in seinem 94. Lebensjahr in Murnau.

## Fiktion
In dem Roman Frohburg von Guntram Vesper wird der Erzähler von Schede behandelt.

## Schriften
- Theoretische Grundlagen für den Bau von Kunstbeinen, insbesondere für den Oberschenkelamputierten. 3. Auflage, Ferdinand Enke Verlag, Stuttgart 1956 [1919].
- Turnen im Klassenzimmer. Bekämpfung der Sitzschäden in der Schule. 3. Auflage, Quelle & Meyer, Leipzig 1932 [1925].
- Haltungsfehler (Haltungsverfall) und Skoliosen. In: Klinische Wochenschrift, Jahrgang 6 (1927), Nr. 39, S. 1861–1863, und Nr. 40, S. 1908–1911.
- Sitzschädigungen. 1928.
- Hygiene des Fußes. 7. Auflage, Georg Thieme, Stuttgart 1953 [1934].
- Die orthopädische Behandlung der spinalen Kinderlähmung. Richard Pflaum, München 1954.
- Rückblick und Ausblick. Erlebnisse und Betrachtungen eines Arztes Hans E. Günther Verlag, Stuttgart 1960.